# Trent (Dorset)
Trent – wieś w Anglii, w hrabstwie Dorset. Leży 32 km na północ od miasta Dorchester i 182 km na zachód od Londynu.
W 2011 r. parafia cywilna Trent, zawierająca także małą osadę Adber, liczyła 317 mieszkańców.